# Ron Shaver
Pour les articles homonymes, voir Shaver.
Ronald Shaver dit Ron Shaver est un patineur artistique canadien né le 16 juin 1951 à Galt dans la province de l'Ontario au Canada. Il est champion du Canada en 1977.

## Biographie

### Carrière sportive
Il remporte la médaille d'or aux Championnats canadiens de patinage artistique en 1977.
Sur le plan international, il représente son pays aux derniers championnats nord-américains de 1971, à quatre championnats du monde et aux Jeux olympiques d'hiver de 1976 à Innsbruck.
Il participe également aux quatre premiers Skate Canada qu'il remporte deux fois en 1974 et 1976.
Il prend sa retraite sportive après sa 6e place aux mondiaux de 1977.

## Palmarès
| Compétitions principales            | 1970    | 1971    | 1972    | 1973    | 1974    | 1975    | 1976    | 1977    |  |  |  |  |  |  |
| Jeux olympiques d'hiver             |         |         |         |         |         |         | A       |         |  |  |  |  |  |  |
| Championnats du monde               |         |         |         | 8e      | 5e      | 8e      | F       | 6e      |  |  |  |  |  |  |
| Championnats d'Amérique du Nord     |         | 5e      |         |         |         |         |         |         |  |  |  |  |  |  |
| Championnats du Canada              | 3e      | 4e      | 5e      | 2e      | 2e      | F       | 2e      | 1er     |  |  |  |  |  |  |
|                                     |         |         |         |         |         |         |         |         |  |  |  |  |  |  |
| Autres Compétitions                 | 1969/70 | 1970/71 | 1971/72 | 1972/73 | 1973/74 | 1974/75 | 1975/76 | 1976/77 |  |  |  |  |  |  |
| Skate Canada                        |         |         |         |         | 2e      | 1er     | 2e      | 1er     |  |  |  |  |  |  |
| Moscou Skate                        |         |         |         |         | 2e      |         |         |         |  |  |  |  |  |  |
| Légende : F = Forfait ; A = Abandon |         |         |         |         |         |         |         |         |  |  |  |  |  |  |